# Grube Wormshardt
Die Grube Wormshardt war ein Eisenerzbergwerk bei Waldgirmes (Gemeinde Lahnau) im Lahn-Dill-Kreis. Die Grube lag im nördlichsten Teil der Gemarkung Waldgirmes.

## Geschichte
Das Grubenfeld wurde am 5. Mai 1849 an die Gebrüder Seipp aus Geißen auf Eisenstein verliehen. Nachdem die Grube 1851 auf J.C. Müller aus Aschaffenburg überging, wurde 1857 ein harter kieseliger Eisenstein abgebaut. 1871 wurde die Grube an die Firma Schulz & Wehrenboldt zur Justushütte bei Gladenbach verkauft. Diese ließ 1872 Schürfarbeiten durchführen, wobei ein 1 m mächtiges eisenglanzartiges Roteisensteinlager gefunden wurde. Die Schürfarbeiten wurden mittels Schürfgräben und kleinen Schächten durchgeführt.
1935 ging das Grubenfeld Wormahardt mit dem Grubenfeld Bannhardt an die Gewerkschaft Königsberger Gemarkung über. Die Firma Mannesmann schürfte 1959 in zwei Schürfgräben, doch wegen des hohen Quarzgehalt der Erze war das Lager nicht wirtschaftlich abzubauen.

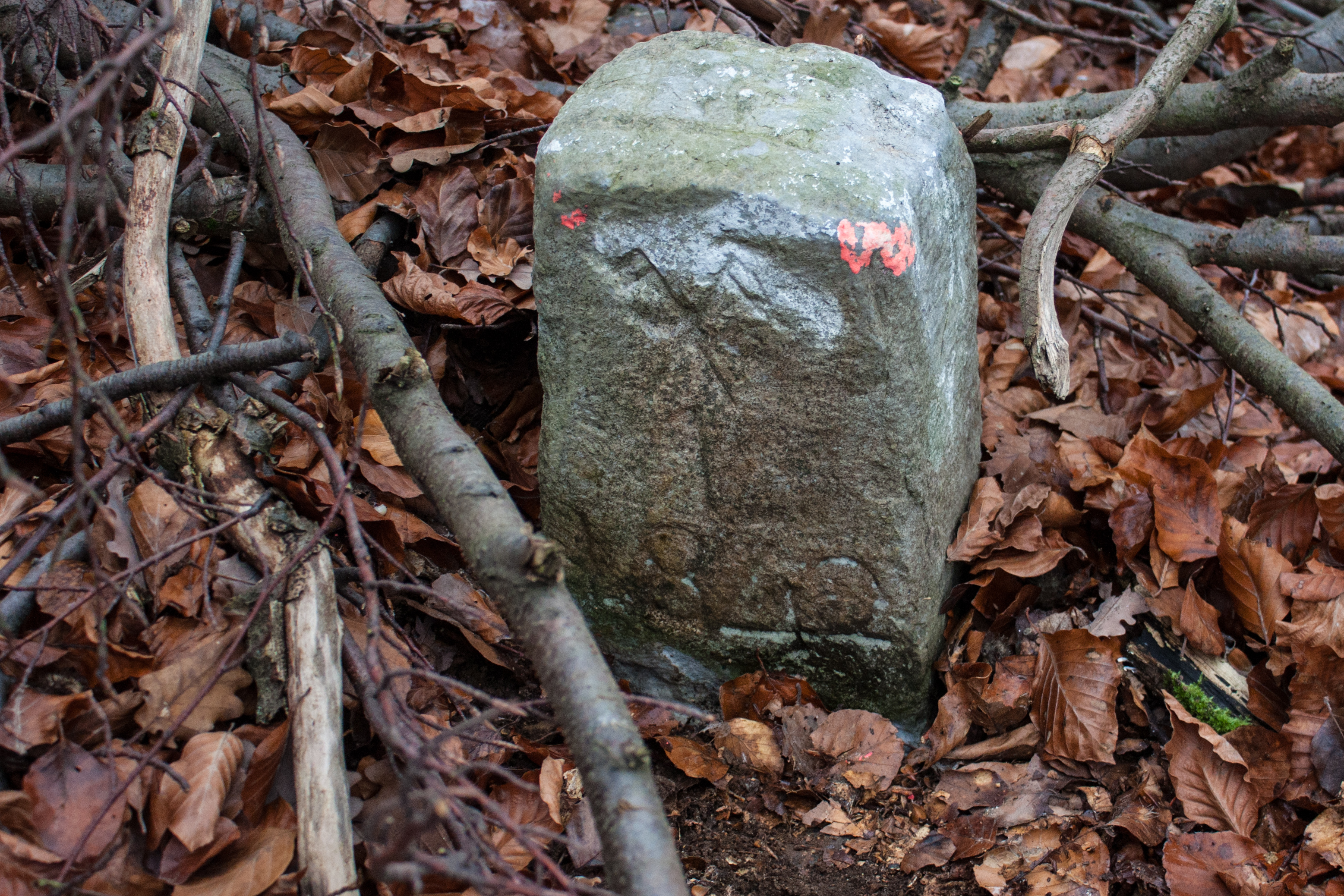
Fundpunktstein der Grube Wormshardt
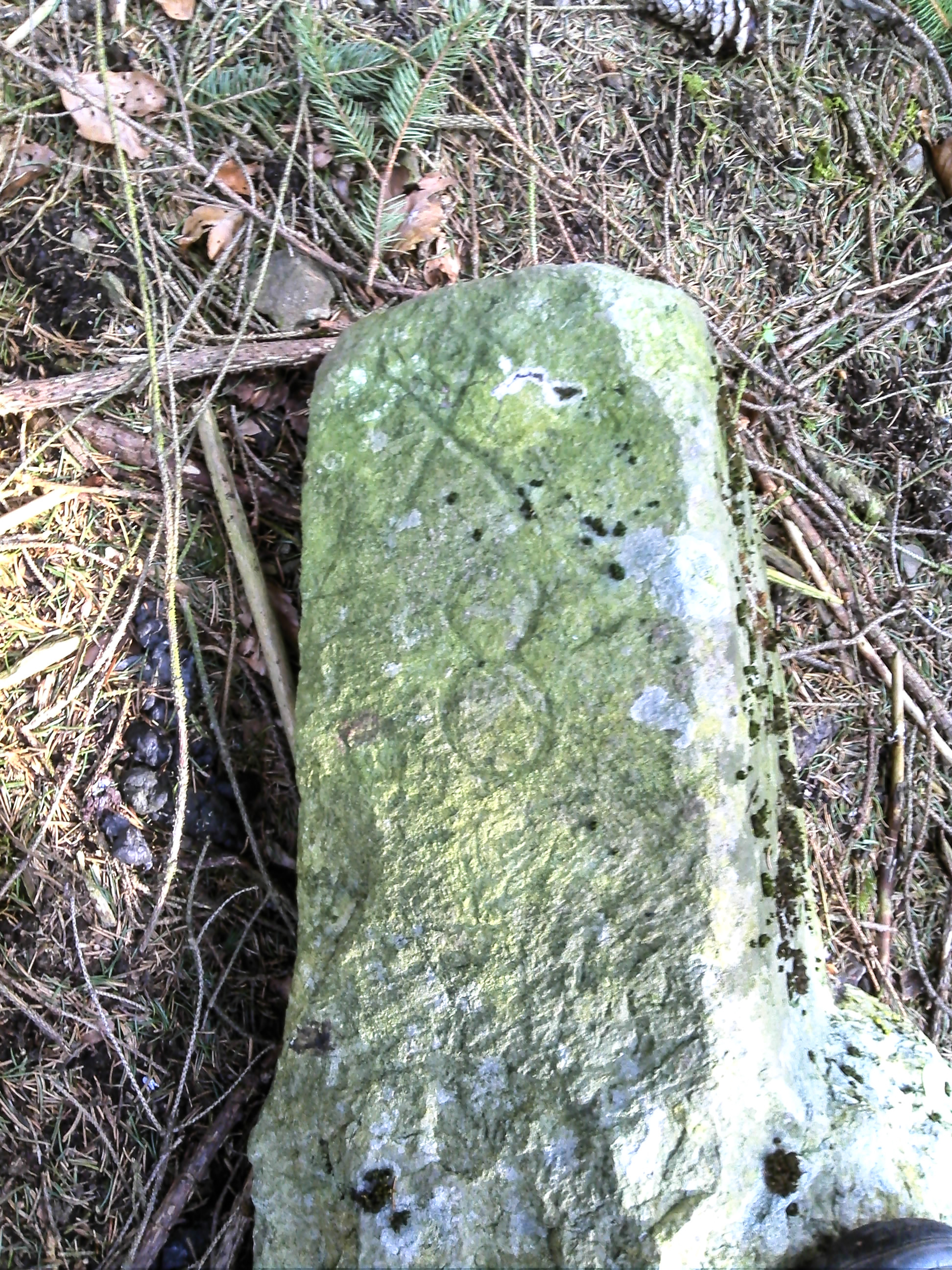
Lochstein Nr. 8 der Grube Wormshardt